# Problema del regateig
El problema del regateig de dues persones dins la teoria dels jocs estudia com dos agents comparteixen un excedent que poden generar conjuntament. Es tracta essencialment d'un problema de selecció de recompenses. En molts casos, l'excedent creat pels dos jugadors es pot compartir de moltes maneres, cosa que obliga als jugadors a regatejar quina repartició de recompenses cal escollir. Hi ha dos enfocaments principals del problema del regateig. L'enfocament normatiu estudia com s'ha de compartir l'excedent, formulant atractius axiomes per tal que la solució hauria de satisfer a un problema del regateig. L'enfocament positiu respon a la pregunta sobre com es compartirà l'excedent. Segons l'enfocament positiu, el procediment del regateig es modelitza en detall com un joc no cooperatiu.

## Joc del regateig
La solució del regateig de Nash és la solució única a un problema del regateig de dues persones que satisfà els axiomes d'invariancia d'escala, simetria, eficiència i independència d'alternatives irrellevants. Segons Walker, John Harsanyi va demostrar que la solució del regateig de Nash era la mateixa que la solució de Zeuthen al problema del regateig.
El joc del regateig de Nash és un simple joc de dos jugadors que s'utilitza per modelar les interaccions del regateig. Al joc del regateig de Nash, dos jugadors exigeixen una part d'alguna cosa bona (normalment una certa quantitat de diners). Si la quantitat total sol·licitada pels jugadors és inferior a la disponible, els dos jugadors reben la seva sol·licitud. Si la seva sol·licitud total és superior a la disponible, cap dels dos jugadors rebrà res.
Nash (1953) presenta un joc de demanda no cooperatiu amb dos jugadors que no saben quines parelles de recompensa són factibles. En la mesura que finalment desapareix la incertesa, les recompenses d'equilibri convergeixen a les predites per la solució del regateig de Nash.
Ariel Rubinstein també va modelar el regateig com un joc no cooperatiu en què dos jugadors negocien la repartició d'un excedent conegut com el joc del regateig d'ofertes alternatives. Els jugadors se'ls proposa actuar per torns. La repartició de l'excedent en l'equilibri perfecte del subjoc únic depèn de la intensitat amb què els jugadors prefereixin recompenses actuals en comptes de futures. En la mesura quan finalment els jugadors esdevenen perfectament pacients, la repartició d'equilibri convergeix a la solució del regateig de Nash.
Per a una exhaustiva comprensió de la solució del regateig de Nash i l'enorme literatura sobre la teoria i aplicacions del regateig, inclosa el clàssic model del regateig de Rubinstein, vegeu el llibre d'Abhinay Muthoo Bargaining Theory and Application.

## Descripció formal
Un problema de regateig de dues persones consisteix en:
- Un conjunt de viabilitat {\displaystyle F}, un subconjunt tancat de {\displaystyle \mathbb {R} ^{2}} que sovint se suposa que és convex, els elements del qual s'interpreten com a acords. {\displaystyle F} sovint se suposa que és convexa perquè, per a qualsevol resultat factible qualsevol, també és factible una combinació convexa (una mitjana ponderada) d'ells.
- Un punt de desacord o amenaça {\displaystyle d=(d_{1},d_{2})}, on {\displaystyle d_{1}} i {\displaystyle d_{2}} són els seus respectius beneficis per al jugador 1 i 2, que es garanteix que rebran si no poden arribar a un acord mutu.

El problema no és trivial si hi ha acords en {\displaystyle F} que són millors per a les dues parts que el punt de desacord. Una solució al problema del regateig tria un acord {\displaystyle \phi } dins {\displaystyle F}.

### Conjunt de viabilitat
Els acords factibles normalment inclouen totes les accions conjuntes possibles, que condueixen a un conjunt de viabilitat que inclou tots els beneficis possibles. Sovint, el conjunt factible es restringeix a incloure només les recompenses que tenen la possibilitat de ser millor que el punt de desacord per als agents que estan regatejant.

### Punt de desacord
El punt de desacord {\displaystyle d} és el valor que els jugadors poden esperar rebre si les negociacions es trenquen. Aquest podria ser un punt d'equilibri focal que els dos jugadors podrien esperar jugar. Tanmateix, aquest punt afecta directament la solució del regateig, de manera que és lògic que cada jugador intenti triar el seu punt de desacord per maximitzar la seva posició del regateig. Amb aquest objectiu, sovint és avantatjós augmentar la remuneració del propi desacord alhora que perjudica la remuneració del desacord de l'oponent (d'aquí la interpretació del desacord com una amenaça). Si les amenaces es veuen com a accions, es pot construir un joc independent en què cada jugador tria una amenaça i rep una recompensa segons el resultat del regateig. Es coneix com el joc d'amenaça variable de Nash.

## Anàlisi d'equilibri
Les estratègies es representen en el joc de demanda de Nash per un parell {\displaystyle (x,y)}. {\displaystyle x} i {\displaystyle y} se seleccionen de l'interval {\displaystyle [d,z]}, on {\displaystyle d} és el resultat del desacord i {\displaystyle z} és la quantitat total de bé. Si {\displaystyle x+y} és igual o inferior a {\displaystyle z}, el primer jugador rep {\displaystyle x} i el segon {\displaystyle y}. En cas contrari, tots dos obtenen {\displaystyle d}, i sovint {\displaystyle d=0}.
Hi ha molts equilibris de Nash en el joc de demanda de Nash. Qualsevol {\displaystyle x} i {\displaystyle y} tal que {\displaystyle x+y=z} sigui un equilibri de Nash. Si qualsevol jugador augmenta la seva demanda, cap dels dos rep res. Si redueix la seva demanda, rebran menys que si haguessin exigit {\displaystyle x} o {\displaystyle y}. També hi ha un equilibri de Nash on tots dos jugadors exigeixen tot el benefici. Aquí els dos jugadors no reben res, però cap dels dos jugadors pot augmentar el seu retorn canviant unilateralment la seva estratègia.
En el joc alternatiu del regateig d'ofertes de Rubinstein, els jugadors se'ls proposa actuar per torns per repartir-se algun excedent. La repartició de l'excedent en l'equilibri perfecte del subjoc únic depèn de la intensitat amb què els jugadors prefereixin recompenses actuals en comptes de futures. En particular, sigui {\displaystyle d} el factor de descompte, que es refereix a la taxa a la qual els jugadors descompten els guanys futurs. És a dir, després de cada pas, l'excedent val d vegades el que valia anteriorment. Rubinstein va demostrar que si l'excedent es normalitza a 1, la recompensa del jugador 1 en equilibri és {\displaystyle {\frac {1}{(1+d)}}}, mentre que la recompensa del jugador 2 és {\displaystyle {\frac {d}{(1+d)}}}. En la mesura quan finalment els jugadors esdevenen perfectament pacients, la repartició d'equilibri convergeix a la solució del regateig de Nash.

## Solucions de regateig
S'han proposat diverses solucions basades en suposicions lleugerament diferents sobre quines propietats es desitgen per al punt d'acord final.

### Solució de regateig de Nash
John Nash va proposar que una solució hauria de satisfer certs axiomes:
1.Invariants a transformacions afines o Invariants a representacions d'utilitat equivalents
1.Òptim de Pareto
3.Independència d'alternatives irrellevants
4.Simetria
Nash va demostrar que les solucions que satisfan aquests axiomes són exactament els punts {\displaystyle (x,y)} dins {\displaystyle F} que maximitzen l'expressió següent:
{\displaystyle (u(x)-u(d))(v(y)-v(d))}
on {\displaystyle u} i {\displaystyle v} són les funcions d'utilitat del jugador 1 i del jugador 2, respectivament, i {\displaystyle d} és un resultat de desacord. És a dir, els jugadors actuen com si volguessin maximitzar {\displaystyle (u(x)-u(d))(v(y)-v(d))}, on {\displaystyle u(d)} i {\displaystyle v(d)}, són les utilitats statu quo (la utilitat obtinguda si es decideix no regatejar amb l'altre jugador). El producte de les dues utilitats en excés es coneix generalment com el producte Nash. Intuïtivament, la solució consisteix en el fet que cada jugador obté la seva remuneració statu quo (és a dir, una remuneració no cooperativa), a més d'una part dels beneficis que es produeixen a partir de la cooperació.:15–16

### Solució de regateig de Kalai–Smorodinsky
La independència d'alternatives irrellevants es pot substituir per un axioma de monotonicitat de recursos. Ho varen demostrar Ehud Kalai i Meir Smorodinsky. Això condueix a l'anomenada solució de regateig de Kalai-Smorodinsky: és el punt que manté les relacions de màxims guanys. En altres paraules, si normalitzem el punt de desacord a {\displaystyle (0,0)} i el jugador 1 pot rebre un màxim de {\displaystyle g_{1}} amb ajuda del jugador 2 (i viceversa per a {\displaystyle g_{2}}), llavors la solució de regateig de Kalai-Smorodinsky donaria el punt {\displaystyle \phi } a la frontera de Pareto tal que {\displaystyle {\frac {\phi _{1}}{\phi _{2}}}={\frac {g_{1}}{g_{2}}}}.

### Solució de regateig igualitària
La solució de regateig igualitària, introduïda per Ehud Kalai, és una tercera solució que deixa caure la condició d'invariància d'escala alhora que inclou l'axioma de la independència d'alternatives irrellevants i l'axioma de la monotonicitat dels recursos. És la solució que intenta concedir un guany igual a les dues parts. En altres paraules, és el punt que maximitza la recompensa mínima entre els jugadors. Kalai assenyala que aquesta solució està estretament relacionada amb les idees igualitàries de John Rawls.

### Taula comparativa
| Nom                      | Pareto-optimalitat | Simetria | Invariància d'escala | Irrellevant-independència | Monotonicitat de recursos | Principi                                           |
| ------------------------ | ------------------ | -------- | -------------------- | ------------------------- | ------------------------- | -------------------------------------------------- |
| Nash (1950)              | Yes                | Yes      | Yes                  | Yes                       | No                        | Maximitzar el producte dels excedents que es tenen |
| Kalai-Smorodinsky (1975) | Yes                | Yes      | Yes                  | No                        | Yes                       | Igualant les relacions de màxim guanys             |
| Kalai (1977)             | Yes                | Yes      | No                   | Yes                       | Yes                       | Maximitzar el mínim d'excedents que es tenen       |

## Solucions experimentals
Una sèrie d'estudis experimentals no van trobar cap suport coherent per a cap dels models del regateig. Tot i que alguns participants van assolir resultats similars als dels models, d'altres no ho van fer, centrant-se en solucions conceptualment fàcils i beneficioses per a ambdues parts. L'equilibri de Nash era l'acord més comú, però l'acord mitjà estava més a prop d'un punt basat en la utilitat esperada. En els regatejos en el món real, els participants sovint busquen primer una fórmula de regateig general i, després, només elaboren els detalls de l'acord, evitant el punt de desacord i, en canvi, traslladen el punt focal al pitjor acord possible.

## Aplicacions
Kenneth Binmore ha utilitzat el joc de regateig de Nash per explicar l'aparició d'actituds humanes envers la justícia distributiva. Utilitza principalment la teoria evolutiva de jocs per explicar com els individus arriben a creure que proposar una repartició de 50 a 50 és l'única solució justa al joc de regateig de Nash. Herbert Gintis recolza una teoria similar, segons la qual els humans han evolucionat cap a una predisposició a una forta reciprocitat, però no necessàriament prenen decisions basades en la consideració directa de la utilitat.

## Solucions de regateig i aversió al risc
Alguns economistes han estudiat els efectes de l'aversió al risc sobre la solució de regateig. Comparem dos problemes de regateig similars A i B, on l'espai factible i la utilitat del jugador 1 romanen fixos, però la utilitat del jugador 2 és diferent: el jugador 2 té més aversió al risc en A que en B. Llavors, la recompensa del jugador 2 a la solució de regateig de Nash és menor en A que en B.:303–304, però això només és cert si el resultat en si és cert; si el resultat és arriscat, un jugador avers al risc pot obtenir un millor tracte, tal com ho demostren Alvin E. Roth i Uriel Rothblum.